# Charles Holland (ciclista)
Charles Alfred Holland (20 de septiembre de 1908-15 de diciembre de 1989) fue un deportista británico que compitió en ciclismo en la modalidad de pista. Participó en dos Juegos Olímpicos de Verano en los años 1932 y 1936, obteniendo una medalla de bronce en Los Ángeles 1932 en la prueba de persecución por equipos.

## Medallero internacional
| Juegos Olímpicos | Juegos Olímpicos             | Juegos Olímpicos  | Juegos Olímpicos        |
| Año              | Lugar                        | Medalla           | Competición             |
| ---------------- | ---------------------------- | ----------------- | ----------------------- |
| 1932             | Los Ángeles (Estados Unidos) | Medalla de bronce | Persecución por equipos |